# Марван II
Марван II (Марван ібн Мухаммад ібн Марван; Марван аль-хімара; Марван Глухий) (688 — 6 серпня 750) — останній, чотирнадцятий, арабський халіф (744—750) династії Омеядів, що правив у Дамаску. Онук Марвана I. Відомий полководець. У 737 році здійснив військовий рейд проти Хозарського каганату, примусивши кагана прийняти іслам.

## Війна з Хозарією
Протягом 12 років, що передували сходженню на трон, Марван управляв як намісник Закавказзям (732—744). Він вторгся до Грузії та спустошив її, потім взяв три фортеці аланів, примусивши до миру Туменшаха.
У 737 році зібравши 150 тисячну армію вирушив війною проти Хозарії. Війська Марвана досягли «слов'янської ріки» (можливо мова йде про Дон, або Сіверський Донець). Після військової поразки, хазарський каган змушений був погодитись прийняти іслам. Саме з цієї події розпочалася історія ісламу на землях України.
Коротку, але досить точну версію опису походу Марвана дав аль-Усфурі в своїй книзі «Таріх»:

«737 р. Цього року Марван ібн Мухаммад зробив дальній похід з Армінії. Він проник у ворота алан (Баб ал-Лан), пройшов землю ал-Лан, потім вийшов з неї в країну хазар і пройшов Баланджар і Самандар і дійшов до ал-Байда, в якій перебуває хакан.»

Аль-Балазурі в «Книзі завоювання країн» зазначає:

« … Потім він (Марван) вступив у землю хазар, з боку Баб-аль-Аллана і ввів у неї Ашда ібн-Зафіра Ас-Суламі (і) Абу Язіда; з ним були (також) царі гір з околиць Баб-аль-Абваби. І Марван зробив набіг на слов'ян, (які) жили в землі хазар, взяв з них в полон 20000 осілих людей і поселив їх в Хахіт. Згодом же, коли вони вбили свого начальника і втекли, він (Марван) наздогнав і перебив їх».

Переслідуючи кагана армія Марвана ібн Мухаммада дійшла до Волги, завдавши тяжкої поразки хозарам.
Перебуваючи в безвихідному становищі, каган запросив миру. Марван висунув умову, згідно з якою правитель Хозарії мав прийняти іслам. Арабський історик ібн Асам аль-Куфі повідомляє:

«Цар хазар впав у безвихідну скорботу і здійняв руки до небес. Після цього він послав до Марвана ібн Мухаммада людину, щоб запитати у нього: „О еміре! Ти полонив хазар і саклабів, перебив їх і досяг бажаного! Чого ж ще тобі треба?“. Марван відповів посланцю: „Я бажаю, щоб він прийняв іслам, інакше я вб'ю його, захоплю його царство і передам його іншому!“. Посланець попросив у Марвана три дні відстрочки, поки він не повернеться до кагана і повідомить йому про все. Каган відповів: „О еміре! Я приймаю іслам, визнаю його і виявляю йому любов! Однак ти пришли до мене людину з числа твоїх сподвижників, щоб він розкрив для мене його сутність“. Марван направив до нього двох людей: одного звали Нух ібн ac-Са'іб ал-Асаді, а іншого — Абд ар-Рахман ібн фула ал-Хаулані. Обидва вони відправилися до кагана і роз'яснили йому вчення ісламу».

На цьому «швидкий рейд», як називали цю війну арабські історики, закінчився.
Війни проти хозарів та аланів переконали Марвана в необхідності реформування збройних сил халіфату. Замість системи, замішаної на традиціях кланової відданості, Марван створив більш компактне і мобільне військо. Воїнам стали регулярно виплачувати платню, а командування було доручено кадровим військовим.

## На чолі Арабського халіфату

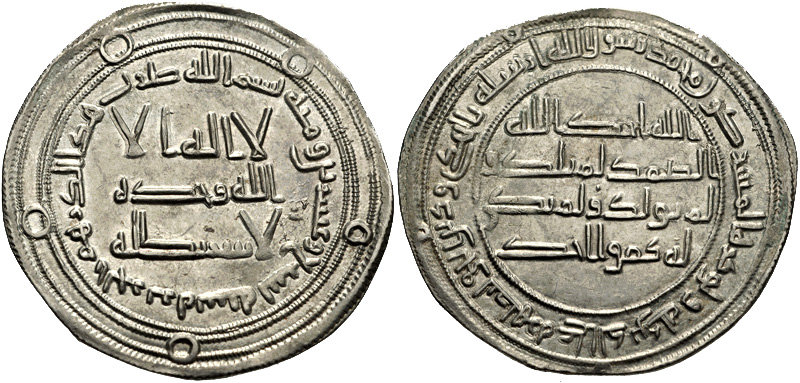
Дірхем Марвана II ібн Мухаммада

У 743 році, отримавши звістки про вбивство свого двоюрідного брата халіфа Хішама, Марван поспішив у Дамаск, де проголосив себе халіфом (744).
Два сини Марвана, Убайдалла й Абдалла, були призначені губернаторами і підтримували його владу силою.
Тим часом Омеядський халіфат вже був у процесі розпаду. Проти нового халіфа повстала вся імперія. Марвану вдалося за півтора року придушити повстання в Сирії; Межиріччя, що вийшло з-під його контролю, була по частинах відвойована у хариджитов, але на сході раптово гігантські розміри прийняло повстання шиїтів. 2 вересня 749 року шиїти оволоділи Куфою; через кілька тижнів, 28 листопада, Абу-ль-Аббас, правнук Абдалли ібн Аббаса — двоюрідного брата пророка Магомета, був оголошений халіфом.
25 січня 750 року армія Марвана, що прагнув перепинити шиїтам шлях до Межиріччя, зазнала нищівної поразки від Абу Мусліма (виступав від імені Аббасидів і шиїтів у битві на річці Великий Заб, північному притоці Тигра. У битві загинуло до трьохсот членів клану Омеядів — практично все царське сімейство. Марван II втік через Дамаск, Палестину і Йордан до Єгипту, де був спійманий і страчений 6 серпня 750 року.
Найбільш успішним з Омеядів виявився Абдаррахман I, який заснував далеко на Заході, в Іспанії, Кордовський емірат (756).